# Chet Faker
Chet Faker (nebo také Nick Murphy), vlastním jménem Nicholas James Murphy, (* 23. června 1988 Melbourne) je australský hudebník.

## Kariéra
Své první EP nazvané Thinking in Textures vydal v roce 2012. První dlouhohrající desku Built on Glass vydal o dva roky později. Roku 2013 vydal EP Lockjaw, které bylo spoluprací s dalším australským hudebníkem, který vystupuje pod jménem Flume. Toho roku rovněž vydal píseň „Melt“ s americkou zpěvačkou Kilo Kish. Roku 2015 vydal společné EP s anglickým diskžokejem Marcusem Marrem nazvané Work. Rovněž produkoval píseň „Deal Me Briefly“ z alba This Thing of Ours anglické zpěvačky Rainy Milo. Jeho pseudonym odkazuje na jazzového hudebníka Cheta Bakera. V září 2016 se rozhodl přestat používat svůj pseudonym Chet Faker. Nedlouho poté vydal svou vůbec první píseň pod jménem Nick Murphy nazvanou „Fear Less“.